# I, Jonathan
I, Jonathan je čtvrté sólové studiové album amerického hudebníka Jonathana Richmana. Vydáno bylo 16. září roku 1992 společností Rounder Records. Jeho producentem byl Brennan Totten, který s Richmanem spolupracoval již v posledním období kapely The Modern Lovers a roku 1989 produkoval jeho vůbec první čistě sólovou desku Jonathan Richman. Na albu I, Jonathan se nachází například píseň „Velvet Underground“, což je odkaz na Richmanovu oblíbenou skupinu téhož názvu. Richman v písní například cituje část textu písně „Sister Ray“ od této kapely. Píseň „That Summer Feeling“, která je rovněž součástí alba, byla napsána již v roce 1984.

## Seznam skladeb
Autorem všech skladeb je Jonathan Richman.
| Pořadí | Název                            | Délka |
| ------ | -------------------------------- | ----- |
| 1.     | Parties in the U.S.A.            | 4:42  |
| 2.     | Tandem Jump                      | 2:10  |
| 3.     | You Can't Talk to the Dude       | 2:49  |
| 4.     | Velvet Underground               | 3:23  |
| 5.     | I Was Dancing in the Lesbian Bar | 3:40  |
| 6.     | Rooming House on Venice Beach    | 5:04  |
| 7.     | That Summer Feeling              | 6:02  |
| 8.     | Grunion Run (instrumentální)     | 2:31  |
| 9.     | A Higher Power                   | 3:02  |
| 10.    | Twilight in Boston               | 4:08  |

## Obsazení
- Jonathan Richman – zpěv, kytara, baskytara
- Ned Claflin – zpěv, kytara
- Tom Nelson – zpěv
- Scot Woodland – zpěv, konga
- Josef Marc – baskytara, bicí, kytara
- Steve Nobels – perkuse, doprovodné vokály
- Jason Wilkinson – perkuse, bicí, doprovodné vokály
- John Rinkor – perkuse, baskytara, doprovodné vokály
- Mike Buckmaster – perkuse, doprovodné vokály
- Willie Robertson – perkuse, doprovodné vokály
- Andy Paley – bicí
- Brennan Totten – bicí
- Jim Washburn – baskytara
- John Girton – kytara